# Antoine-Augustin Cournot
Antoine Augustin Cournot, né le 28 août 1801 à Gray (Haute-Saône) et mort le 30 mars 1877 à Paris, est un économiste, mathématicien et philosophe français. Il a été le premier à formuler les modèles de monopole, de duopole et de concurrence parfaite, posant ainsi les bases de l'analyse moderne des structures de marché. Son analyse du comportement stratégique a jeté les bases du concept d'équilibre de Cournot-Nash.

## Biographie
Antoine Augustin Cournot naît à Gray dans la Haute-Saône le 28 août 1801 ; son père Claude Cournot est négociant. Il fait ses études au collège de Gray (aujourd’hui lycée Augustin Cournot) de 1809 à 1816 d'où il sort sans le baccalauréat en lettres mais avec un prix d'excellence et de mathématiques. Il passe les quatre années suivantes, période qu'il qualifie de « niaiserie », à travailler en amateur comme clerc dans une étude d’avoué, en étudiant la philosophie à titre personnel. En 1820, afin de préparer le concours d’entrée (sciences) du Pensionnat normal, il travaille comme professeur surnuméraire au Collège royal de Besançon. Il est reçu en 1821 au Pensionnat ; il y est le condisciple de Louis Quicherat, Louis Hachette et François Génin.
Le Pensionnat, prédécesseur de l'École normale supérieure, est fermé en 1822 pour motifs politiques, et Cournot obtient sa licence de mathématiques à la Sorbonne en 1823.
De 1823 à 1833, il est secrétaire du maréchal de Gouvion Saint-Cyr, qu’il aide à rédiger ses mémoires, puis précepteur de son fils, tout en poursuivant ses études : il est licencié en droit en 1827 et obtient son doctorat en sciences en 1829, spécialité mathématiques, sa thèse principale portant sur la mécanique et sa thèse secondaire sur l'astronomie.
Cournot est un habitué du salon de l’économiste Joseph Droz. Ses articles scientifiques sont remarqués par le mathématicien Siméon Denis Poisson, grâce à l’appui duquel il entame une carrière de haut fonctionnaire et d’universitaire. En 1834, Poisson le fait nommer professeur d’analyse et de mécanique à la Faculté des sciences de Lyon ; il est recteur de l’académie de Grenoble de 1835 à 1838, puis inspecteur général de l’Instruction publique de 1836 à 1852, sillonnant la France avec un autre inspecteur des études, Charles Alexandre. Il préside le jury de l’agrégation de mathématiques en 1836.
Il épouse Colombe Petitguyot à Gray en 1838. Il acquiert le château de Vellexon en Haute-Saône.
Il est recteur de l'académie de Dijon de 1854 à 1862, date à laquelle il prend sa retraite.
En 1859, il écrit ses Souvenirs, autobiographie qui ne sera publiée qu’en 1913.

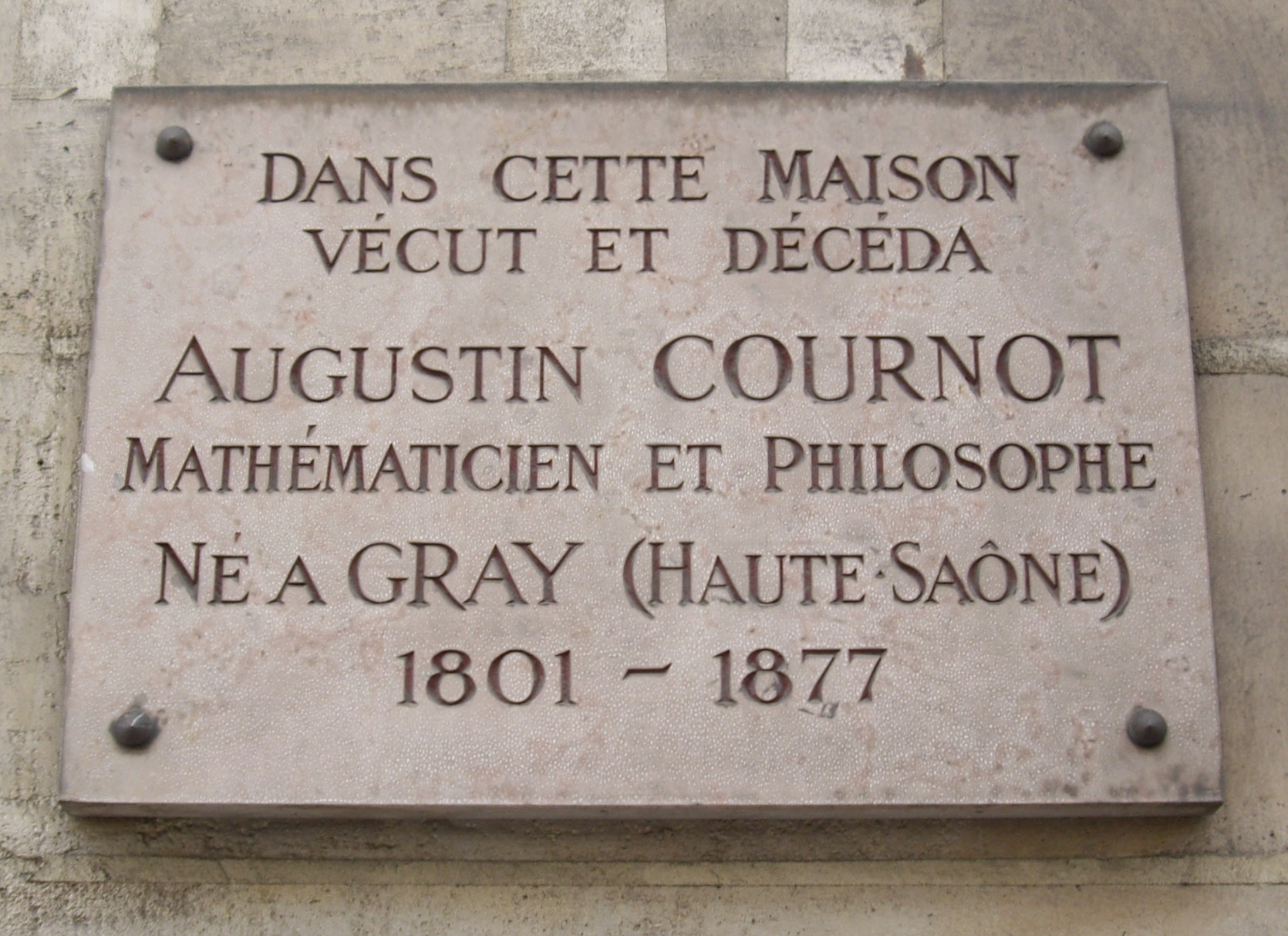
Plaque 2, rue de Tournon (6e arrondissement de Paris), où il meurt.

Il meurt à Paris en 1877 et est inhumé au cimetière du Montparnasse.
De 1973 à 2010, est parue une édition de ses Œuvres Complètes chez Vrin, comportant de onze à treize tomes selon la façon de les compter. Le onzième et dernier tome, divisé en deux volumes, est consacré à ses Écrits de Jeunesse. Il se compose de onze sections incluant les mathématiques, la mécanique, des correspondances, des articles parus dans des journaux, divers documents sur sa carrière universitaire et académique, et des travaux de jeunesse.

## Travaux
D'une façon générale, Cournot s'interroge pour savoir dans quelle mesure les outils mathématiques permettent de comprendre l'économie et la philosophie.

### L'économiste
En microéconomie, il travaille sur le duopole et sur les équilibres entre deux producteurs (« équilibres de Cournot » généralisés plus tard sous le terme d'équilibres de Nash ou équilibres de Nash-Cournot). Il a formulé et résolu le problème du monopole et a caractérisé à la fois la condition d'égalité entre le coût marginal et le prix pour la concurrence parfaite et la condition d'égalité entre le coût marginal et la recette marginale pour le monopole. Ses travaux dans le domaine de l'économie ont influencé les réflexions de Léon Walras, l'un des artisans de la révolution marginaliste.
Son livre phare sur le sujet reste ses Recherches sur les principes mathématiques de la théorie des richesses, livre dont l'importance théorique ne sera reconnue que beaucoup plus tard. C'est dans cet ouvrage que l'auteur est le premier à théoriser la compétition parfaite comme une structure de marché dans laquelle les entreprises sont si nombreuses qu'elles n'ont d'autre choix, sous l'effet de la concurrence extrême, que d'être preneuses de prix, leur seule liberté étant d'ajuster leur production.

### L'épistémologue et le philosophe
Cournot est aussi un philosophe, qui pense l'articulation et la différence du déterminisme physique, de la vie, de la liberté et du hasard.
Il contribua à une interprétation originale du hasard. Le hasard n'est pas que l'expression de notre ignorance des causes, comme le croyait le physicien déterministe Pierre-Simon de Laplace. Cournot définit le hasard, dans une proposition devenue célèbre, comme la « rencontre de deux séries causales indépendantes » (lire l'article Générateur de nombres aléatoires). Les événements en eux-mêmes sont tout à fait déterminés quant à leur cause et à leur effet ; c’est de leur rencontre imprévisible, de l'intrusion d’une nouvelle causalité indépendante dans le déroulement d’un processus que naît le hasard. Autrement dit, Cournot souligne dans le Traité de l'enchaînement des idées fondamentales dans les sciences et dans l'histoire : « une rencontre entre des faits rationnellement indépendants les uns des autres » (Cournot 1861, 62).
Grâce aux recherches actuelles sur le chaos déterministe, on arrive à percer les fondements de la nature du hasard tels que les avait énoncés Cournot. Les événements qui affectent un système complexe, comme le système solaire, sont partiellement imprévisibles, contrairement à l'affirmation de Laplace qui pense que des algorithmes déterministes expliqueraient le chaos. Si on connaissait les conditions initiales de l'univers, on serait capable de définir les mouvements futurs et ceux passés.
Enfin Cournot, à la suite des philosophes allemands, comme Christian Wolff, pense l'articulation des sciences en rapport avec leurs objets. On passe ainsi graduellement du matérialisme au domaine de l'activité vitale, puis du « vitalisme » à celui de la raison abstraite. Les sciences humaines ont pour objet une réalité intermédiaire, où s'associent l'organicité de la langue, de la société, des religions, et l'activité de la raison abstraite.

#### L'historien de la science
Cournot définit l'Histoire comme une notion linéaire. En effet, il écrit que : « L'Histoire [...] embrasse la succession des évènements dans le temps ». Les évènements se succéderaient à la manière d'une frise chronologique tandis que la science selon le philosophe serait une notion cyclique. Il écrit aussi : « La science décrit la succession des éclipses (astronomie), la propagation d'une onde sonore (physique), le cours d'une maladie qui passe par des phases régulières (médecine) ». Le seul lien entre ces deux notions est le temps. De fait, l'Histoire évolue dans le temps et les sciences se répètent dans le temps.
Cette recherche sur le hasard conduit Cournot à un renouvellement de la philosophie de l'histoire. En effet, cette recherche est à rapprocher du fragment Sur les lois de développement des forces humaines écrit par Wilhelm von Humboldt en 1791, où ce dernier compare les futures sciences humaines au modèle physique de la causalité. Cournot, après Humboldt, lie le rôle de l'individu dans l'histoire aux effets de structures (en sociologie, le structuralisme désigne un courant de sciences humaines qui appréhende la réalité sociale comme un ensemble formel de relations structurelles). Le rôle de l'individu est infime car ce sont les structures sociales qui font l'histoire, même si le rôle de certains personnages ne peut être négligé. L'histoire n'est ni une science, faute de lois, ni le produit de purs aléas, ce qui rendrait le récit historique impossible ou chaotique. 
Aussi bien cette conception du hasard que celle de l'histoire sont à rapprocher du texte de Humboldt sur les lois du développement des forces humaines (1791)[réf. nécessaire]. Notons cependant que, si Cournot appréciait l'œuvre des frères Humboldt, il ne pouvait pas avoir lu ce brouillon car celui-ci n'a pas été publié de son vivant.

## Œuvres
Œuvres complètes, sous la direction d'André Robinet, Paris, Vrin, 1973-2010, (12 vol.).

### Œuvres mathématiques et économiques
- Mémoire sur le mouvement d'un corps rigide, soutenu par un plan fixe. Suivi de De la figure des corps célestes, Paris, Hachette, 1829 (lire en ligne).
- Recherches sur les principes mathématiques de la théorie des richesses (1838) sur Gallica.
- Traité élémentaire de la théorie des fonctions et du calcul infinitésimal (1841), sur Gallica.
- Exposition de la théorie des chances et des probabilités (1843) sur Gallica
- De l'origine et des limites de la correspondance entre l'algèbre et la géométrie (1847). Éd. L. Hachette et Cie.
- Revue sommaire des doctrines économiques (1877).

### Œuvres philosophiques
- Essai sur les fondements de nos connaissances et sur les caractères de la critique philosophique (1851) [tome 1], [tome2] ;
- Traité de l'enchaînement des idées fondamentales dans les sciences et dans l'histoire (1861) ;
- Les institutions d'instruction publique en France (1864) ;
- Considérations sur la marche des idées et des événements dans les temps modernes (1872) ;
- Matérialisme, vitalisme, rationalisme. Étude sur l’emploi des données de la science en philosophie (1875). Réédition en 1979 et 1987 sous la direction de Claire Salomon-Bayet (Paris: Vrin & CNRS, 272 pages).

## Hommages
Le lycée d'enseignement général ainsi qu'une rue de Gray, sa ville natale, portent son nom.
Le bâtiment principal de l'École normale supérieure de Cachan portait son nom.
L'école doctorale en sciences humaines et sociales de l'Université de Strasbourg porte aussi son nom.

## La Fondation Cournot
La Fondation Cournot, créée sous l'égide de la Fondation de France, soutient les travaux de recherche liées aux probabilités, en économie ou dans d'autres champs des sciences sociales,.
La fondation attribue des bourses de recherche et soutient les activités du Centre Cournot ainsi que l'organisation de colloques.

#### Bases de données et dictionnaires
- Ressources relatives à la recherche :   - L'Encyclopédie philosophique
  - La France savante
- Ressource relative à la vie publique :   - base Léonore
- Notices dans des dictionnaires ou encyclopédies généralistes :   - Britannica
  - Brockhaus
  - Den Store Danske Encyklopædi
  - Enciclopedia italiana
  - Enciclopedia De Agostini
  - Gran Enciclopèdia Catalana
  - Hrvatska Enciklopedija
  - Internetowa encyklopedia PWN
  - Larousse
  - Nationalencyklopedin
  - Proleksis enciklopedija
  - Store norske leksikon
  - Treccani
  - Universalis
  - Visuotinė lietuvių enciklopedija
- Notices d'autorité :   - VIAF
  - ISNI
  - BnF (données)
  - IdRef
  - LCCN
  - GND
  - Italie
  - Japon
  - CiNii
  - Espagne
  - Belgique
  - Pays-Bas
  - Pologne
  - Israël
  - NUKAT
  - Catalogne
  - Vatican
  - Australie